# Bessins
 Bessins  es una población y comuna francesa, en la región de Ródano-Alpes, departamento de Isère, en el distrito de Grenoble y cantón de Saint-Marcellin.

## Geografía

### Situación y descripción
Bessins está situado al sur del bosque nacional de Chambaran, a unos 10 km de Roybon, en la parte occidental del departamento de Isère. Es una ciudad esencialmente rural de modestas dimensiones, rodeada de numerosas aldeas.

## Demografía
| 133 | 126 | 124 | 101 | 90 | 107 |
| Para los censos de 1962 a 1999 la población legal corresponde a la población sin duplicidades (Fuente: INSEE [Consultar]) |     |     |     |    |     |